# Důl Nowy Wirek
Důl Nowy Wirek (polsky Kopalnia Węgla Kamiennego Nowy Wirek, KWK Nowy Wirek), resp. dříve též Wirek, Godulla – Schachtanlage či Hugo-Zwang byl černouhelný důl ve slezském městě a zároveň městském okrese Ruda Śląska v jižním Polsku. Od roku 1995 je Nowy Wirek součástí Dolu Polska - Wirek.

## Historie
10. dubna 1824 získal Henckel von Donnersmarck povolení na výstavbu dolu v oblasti dnešní Rudě Śląské. Jednalo se o povolení těžby v důlní poli Hugo o rozloze 1 km². Zahájení těžby ve stejnojmenném dole lze považovat za počátek historie dolu Nowy Wirek. Poblíž dolu Hugo pak v roce 1828 Henckel von Donnersmarck zřídil další důl - Zwang. Oba doly byly sloučeny v roce 1849 a vznikl tak Důl Hugo-Zwang.
Od roku 1921 byl Důl Hugo-Zwang majetkem společnosti „The Henckel von Donnersmarck – Beuthen Estattes Limited”, což byla firma rodiny Donnersmarcků založená dle anglického práva. Od roku 1928 pak důl přešel pod akciovou společnost „Wirek” Kopalnie – Sp.Akc. „Nowa Wieś”, kterou spoluvlastnil koncern rodiny Schlaffgotschů, koncern rodiny Ballestremů a hrabě Donnersmarck. V témže roce se název dolu změnil na „Wirek” a důlní pole už dosahovalo rozlohy 34 km².
V důsledku hospodářské krize na počátku 30. let rozhodli akcionáři v roce 1933 o uzavření dolu, k čemuž přes protesty zaměstnanců došlo 1. října 1933. 30. října téhož roku pak bylo rozhodnuto o zatopení dolu. Důl byl zatopen až do počátku roku 1940.
V období německé okupace byl důl přejmenován na „Godulla – Schachtanlage”. Po skončení 2. světové války přešel důl pod správu státu. Na základě zákona o znárodnění z 3. ledna 1946 došlo k faktickému přechodu dolu do majetku státu a důl získal svůj původní název Wirek.
Poté se začal důl rychle rozvíjet a postupně byla zpřístupňována těžební patra ve větších hloubkách. Začaly být budována nová těžební patra v hloubce 636 a 711 metrů, která byla nazvána "Důl Wirek - ve výstavbě". Rozhodnutím ministra hornictví z 31. prosince 1953 byly doly "Wirek" a "Wirek - ve výstavbě" sloučeny do jednoho dolu s názvem Nowy Wirek.
Samostatnou existenci ukončil důl v roce 1995, kdy jeho sloučením s dolem Polska v Świętochłowicích vznikl Důl Polska - Wirek.